# Hollis Conway
Hollis Conway (Chicago, 8 januari 1967) is een voormalige Amerikaanse hoogspringer. Hij sprong outdoor 56 cm hoger dan zijn lengte en indoor 57 centimeter. Hollis Conway, John Thomas en Dwight Stones zijn de enige Amerikanen die twee olympische medailles bij het hoogspringen wonnen.

## Biografie
Conway groeide op in Shreveport en sloot een studie aan de University of Southwestern Louisiana succesvol af. In 1986 werd hij bij de wereldkampioenschappen voor junioren in Athene tweede achter de Cubaan Javier Sotomayor.
Op de Olympische Spelen van 1988 in Seoel won Hollis Conway een zilveren medaille achter de Rus Gennadi Avdejenko (goud) en voor de Rus Roedolf Povarnitsyn en de Zweed Patrik Sjöberg (gedeeld brons). In 1989 verbeterde hij het Amerikaanse record hoogspringen naar 2,39 m. In 1992 moest hij op de Olympische Spelen van Barcelona genoegen nemen met het brons achter Javier Sotomayor (goud) en Patrik Sjöberg (zilver).
Zijn sterkste jaar beleefde Conway in 1991. Hij werd in het Spaanse Sevilla wereldindoorkampioen hoogspringen met een sprong van 2,40 en won brons bij de wereldkampioenschappen in Tokio. Op de universiade in Sheffield won hij goud met een beste sprong van 2,37. Hij versloeg hiermee de Spanjaard Arturo Ortiz en de Rus Yuriy Sergiyenko.
Op het WK indoor van 1993 in Toronto behaalde hij met 2,24 een achtste plaats. In de zomer van dat jaar werd hij met 2,34 zesde bij de WK in Stuttgart.
In de jaren erop kreeg Hollis Conway veelvuldig te maken met blessures. In 2000 besloot hij een punt te zetten achter zijn sportcarrière.

## Titels
- Wereldindoorkampioen hoogspringen - 1992
- Universitair kampioen hoogspringen - 1991
- Amerikaans kampioen hoogspringen - 1990, 1991, 1992, 1993, 1994
- Amerikaans indoorkampioen hoogspringen - 1990, 1992, 1993, 1994
- AAA kampioen hoogspringen - 1991
- NCAA-kampioen hoogspringen - 1988, 1989

## Persoonlijke records
| Onderdeel              | Prestatie      | Datum         | Plaats  |
| ---------------------- | -------------- | ------------- | ------- |
| hoogspringen (outdoor) | 2,39 m (ex-NR) | 30 juli 1989  | Norman  |
| hoogspringen (indoor)  | 2,40 m (NR)    | 10 maart 1991 | Sevilla |

## Palmares

### hoogspringen
- 1986:  WK U20 - 2,22 m
- 1986:  Pan-Amerikaanse jeugdkamp. - 2,24 m
- 1987:  AAA-kamp. - 2,24 m
- 1988:  OS - 2,36 m
- 1989:  Universiade - 2,31 m
- 1990:  Goodwill Games - 2,33 m
- 1991:  WK indoor - 2,40 m
- 1991:  Pan-Amerikaanse Spelen - 2,32 m
- 1991:  Universiade - 2,37 m
- 1991:  WK - 2,36 m
- 1991:  AAA-kamp. - 2,31 m
- 1992:  OS - 2,36 m
- 1993: 8e WK indoor - 2,24 m
- 1993: 6e WK - 2,34 m
- 1994:  Goodwill Games - 2,28 m